# Adolf Alfson
Adolf Nicolaus Alfson, seit 1777 Freiherr von Alfson (* 12. Januar 1704 in Eidsvoll, Norwegen; † 17. Dezember 1779 in Mähren), war ein norwegischer Artillerieoffizier und kaiserlicher General der österreichischen Habsburger.

## Leben

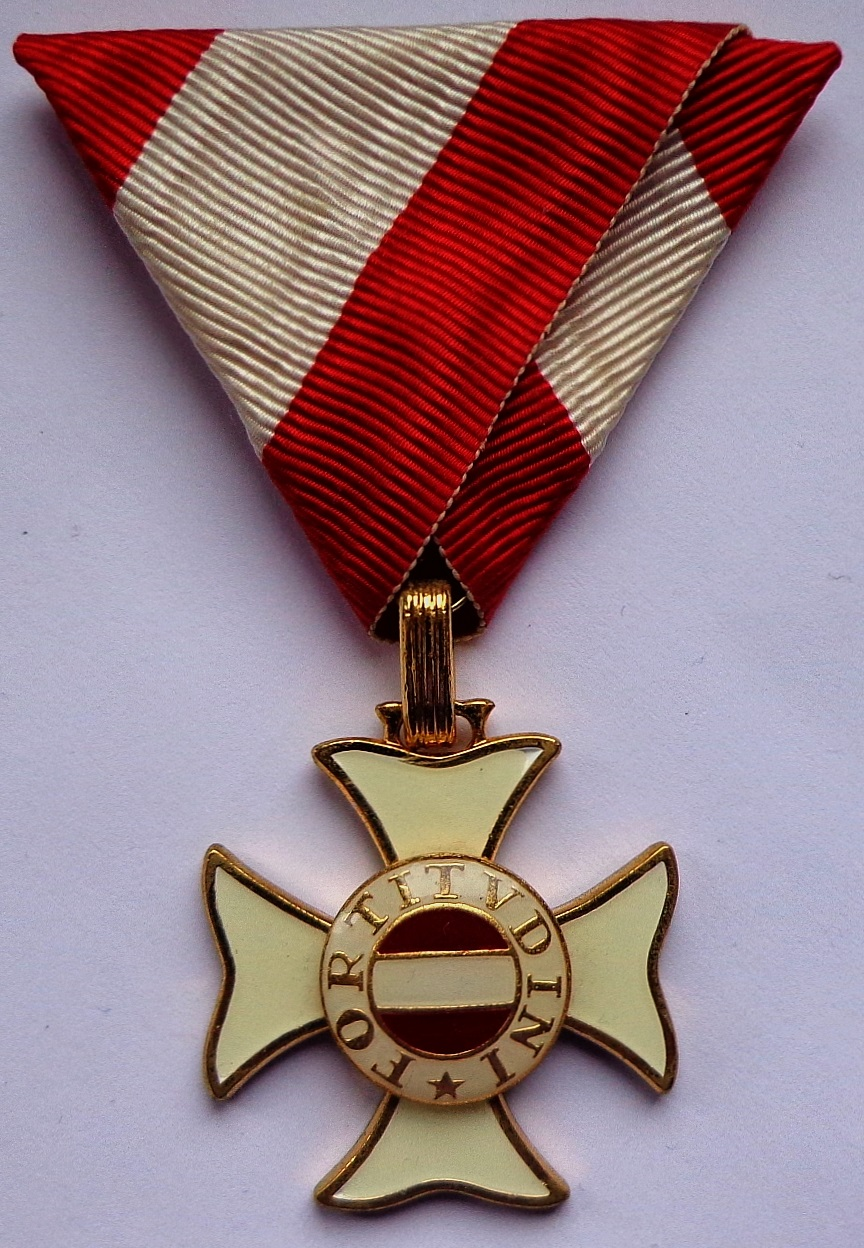
Ritterkreuz des Militär-Maria-Theresien-Ordens

Adolf Alfson war der einzige Norweger, der jemals kaiserlicher General und Ritter des Maria-Theresienordens wurde. Überdies war er ein lebender Beweis dafür, dass in der kaiserlichen Armee auch ein Mann aus einfachsten Verhältnissen die Chance hatte, in höchste Ränge aufzusteigen. Alf Nikolai Alfson, wie er in Norwegen genannt wurde, stammte aus Eidsvoll, einer Kleinstadt nördlich von Oslo. Er kam aus einer armen Familie, doch gelang es dem strebsamen Burschen, eine höhere Schule zu absolvieren.
Bald nach dem Schulabschluss trat er 1733 in die königlich dänische Armee ein, da Norwegen zu dieser Zeit unter dänischer Herrschaft stand. Er durchlief die Offiziersausbildung und wurde Artillerieoffizier. 1754 nahm er seinen Abschied, um dem österreichischen Heer seine Dienste als Artilleriefachmann anzubieten. Dort war man an tüchtigen Vertretern dieser Waffengattung sehr interessiert und er fand bereitwillige Aufnahme. Als Oberstleutnant des Feldartilleriekorps machte er den Siebenjährigen Krieg mit und konnte dabei seinen Ruf als hervorragender Artillerist festigen. 1758 leitete er den Artillerieeinsatz bei der Verteidigung von Olmütz so erfolgreich, dass er zum Oberst befördert und mit dem Maria-Theresia-Orden ausgezeichnet wurde. Im Jahre 1763 wurde er zum Generalfeldwachtmeister (Generalmajor) ernannt und 1777 in den Freiherrenstand erhoben. Seine Laufbahn beendete er als Militärkommandant von Mähren. Er starb kurz nach seiner Pensionierung.